# Landlose
Landlose (englisch landlessness) sind Personen in der Landwirtschaft, die kein Eigentum an Grund und Boden besitzen. Gegensatz sind die Grundbesitzer.

## Allgemeines
Zu den Personen ohne Land gehören Bauern, Bauernfamilien und Landarbeiter, die keinen eigenen Grundbesitz haben, sondern ausschließlich auf gepachtetem Land arbeiten. Sie müssen den Grundbesitzern einen Pachtzins zahlen, der durch Agrarprodukte oder seltener in Bargeld zu entrichten ist. Nach marktwirtschaftlichen Prinzipien sollen die Landwirte Eigentümer von Agrar- oder Waldflächen sein, während diese sich in der Planwirtschaft durch die Kolchosen oder die früheren LPGs der DDR als Allmende im Staatsvermögen befanden.

## Geschichte
Vor der industriellen Revolution war Feudalismus für die meisten Hochkulturen charakteristisch, jedoch – je nach Herrschaftsform – unterschiedlich strukturiert. Der frühmittelalterliche Feudalismus war in Europa geprägt durch landbesitzende Landesherren aus Adel und/oder Klerus, die eine so genannte Grundherrschaft ausübten. Sie überließen ihr Land an eine Vielzahl von Kleinbauern als Lehen, die als Hörige von den Landherren abhängig und an die Scholle gebunden waren. Als Gegenleistung für ihre Landnutzung leisteten sie Frondienst, von dem sie den Zehnt als Pachtzins abzugeben hatten.
In England gehörte das Land der Krone, die es gegen Pachtzins an bäuerliche Pächter vergab (englisch lease of land). Wilhelm der Eroberer überredete 1034 die Feudalherren, ihn als legitimen Nachkommen anzuerkennen und festigte hierdurch das bereits vorhandene Feudalsystem. Der gesamte Boden war als „feod“ (lateinisch feodum, „Lehen“) der obersten Lehnshoheit des Königs untergeordnet, Allod als unabhängigen Besitz gab es nicht mehr. Größter Grundbesitzer war dem Domesday Book von 1086 zufolge der König und neben ihm die Kirche.
Seit dem Ende des 16. Jahrhunderts gab es im deutschsprachigen Bereich bis in das 20. Jahrhundert hinein schwerpunktmäßig das Heuerlingswesen.
In einstmals der Kolonialisierung unterworfenen Kontinenten (Afrika, Asien, Australien, Neuseeland, Nordamerika, Südamerika) hängt die heutige Landlosigkeit auch davon ab, ob europäische Großgrundbesitzer Landwirtschaft betreiben durften (Südafrika, Südamerika) oder nicht (restliches Afrika oder Asien). Weltweit sind Indigene (insbesondere Aborigines, Indianer, Māori) von ihrem traditionellen Landbesitz vertrieben worden als Ergebnis der (zwangsweisen) Übernahme durch Siedler, von Kriegen, Holzfällen oder Bergbau, wodurch sich ihre Prekarisierung erhöhte und die Armut chronisch wurde.

## Heutige Situation
In Südamerika sind die Farmen (spanisch haciendas in Iberoamerika, portugiesisch fazendas in Brasilien) so organisiert, dass der Landbesitz die landwirtschaftliche Nutzfläche bei weitem übersteigt, so dass die landlose Landbevölkerung gezwungen ist, als Kleinpächter oder als Lohnarbeiter (spanisch campesinos) für die Farmen zu arbeiten. Die Lohnarbeit besitzt häufig den Charakter der Schuldknechtschaft, die zu lebenslanger Bindung der Arbeitskräfte an die Farm führt. Im Vizekönigreich Neuspanien besaß der Grundbesitzer diese Schuldknechtschaft (spanisch peonaje) gegenüber den Indianern. Sie ermöglichte es dem Großgrundbesitzer, die Landarbeiter (spanisch peones) zu zwingen, bis zur vollständigen Tilgung ihrer Schulden kostenlos auf seinen Höfen für ihn zu arbeiten.
Brasilien ist das Land mit der weltweit ungerechtesten Landverteilung. Insgesamt sind 4,8 Millionen brasilianische Familien landlos, während sich 46 % der Staatsfläche in den Händen der 4.000 größten Großgrundbesitzer (portugiesisch fazendeiros) befindet. Diese verfügen über 85 Millionen Hektar Agrarfläche. Die Bewegung der Landarbeiter ohne Boden begann im Dezember 1980, als mehr als 6000 Landlose sich zu dieser Organisation zusammentaten. Sie forderten nicht etwa die Enteignung der Großgrundbesitzer, sondern im Rahmen einer Landreform die Enteignung von bisher unkultiviertem Land.
Durch Boliviens Landreform 1952 konnten 1970 immerhin 45 % der Bauernfamilien Landeigentum vorweisen. Venezuela begann 2001 eine Landreform, durch die im Staatsvermögen befindliches Land in die Hände Landloser gelangte. In Südafrika sah ein Bodenreformprogramm von 1994 vor, 30 % der Agrarfläche bis 1999 an 25,6 Millionen landlose Schwarze zu verteilen; gerade einmal 0,6 % des Landes gingen an 400000 Landlose über.
In den letzten Jahrzehnten sind in Südamerika – meist von der katholischen Kirche unterstützt – zahlreiche Landlosen-Bewegungen entstanden, die auf die Durchführung von Bodenreformen drängen. Ihrem wachsenden Einfluss auf Wahlen und die staatliche Sozialpolitik stehen illegale Aktionen wie Landbesetzungen und politische Morde beider Seiten gegenüber.
In Indien arbeitet die Mehrheit der Kastenlosen vornehmlich als landlose Feldarbeiter. Der Status der Gutsbesitzer (Hindi zamindare, vaishya) sollte mit der Landreform 1946 abgeschafft werden, die etwa 40 % der Agrarfläche erfasste. Etwa 20 Millionen Pächterfamilien wurden zu Pächtern des Staates (Hindi sardare) mit der Möglichkeit des Landerwerbs durch Mietkauf.